# Cécilia Berder
Cécilia Berder (n. 13 decembrie 1989, Morlaix, Bretagne, Franța) este o scrimeră franceză specializată pe sabie, laureată cu argint la Campionatul Mondial de Scrimă din 2015. Cu echipa Franței este și vicecampioană mondială în 2009 și în 2014, iar vicecampioană europeană, în 2014, 2015 și 2016.

## Palmares
Clasamentul la Cupa Mondială
| An  | 2007 | 2008 | 2009 | 2010 | 2011 | 2012 | 2013 | 2014 | 2015 |
| --- | ---- | ---- | ---- | ---- | ---- | ---- | ---- | ---- | ---- |
| Loc | 166  | 57   | 43   | 30   | 26   | 59   | 19   | 16   | 6    |

## Legături externe
Materiale media legate de Cécilia Berder la Wikimedia Commons
- Prezentare Arhivat în 6 august 2014, la Archive.is la Confederația Europeană de Scrimă
- en Cécilia Berder la Olympedia.org